# Helen Herron Taft
Pour les articles homonymes, voir Taft.
Helen Louise "Nellie" Herron Taft, née le 2 juin 1861 et morte le 22 mai 1943, fut, en sa qualité d’épouse du 27e président des États-Unis William Howard Taft, la « Première dame » des États-Unis du 4 mars 1909 au 4 mars 1913.